# ليوبولدو كانتانسيو
ليوبولدو كانتانسيو (6 يوليو 1963 – 20 أبريل 2018) هو ملاكم فلبيني راحل، مثّل بلاده في الألعاب الأولمبية الصيفية في دورتي 1984 و1988.

## روابط خارجية
ليوبولدو كانتانسيو على موقع أوليمبيديا (الإنجليزية)